# Anglia na Igrzyskach Imperium Brytyjskiego 1930
Anglia wystartowała na Igrzyskach Imperium Brytyjskiego w 1930 roku w kanadyjskiej miejscowości Hamilton jako jedna z 11 reprezentacji. Była to pierwsza edycja tej imprezy sportowej. Reprezentacja Anglii zwyciężyła z generalnej klasyfikacji medalowej igrzysk, zdobywając 25 złotych, 23 srebrne i 13 brązowych medali.

## Medale
| Dyscyplina    | Złoto | Srebro | Brąz | Razem |
| ------------- | ----- | ------ | ---- | ----- |
| Lekkoatletyka | 9     | 10     | 6    | 25    |
| pływanie      | 6     | 4      | 3    | 13    |
| Boks          | 5     | 2      | 2    | 9     |
| Bowls         | 3     | –      | –    | 3     |
| Wioślarstwo   | 2     | 1      | 1    | 4     |
| Zapasy        | –     | 6      | –    | 6     |
| Skoki do wody | –     | –      | 1    | 1     |
| Razem         | 25    | 23     | 13   | 61    |

### Medaliści
Boks
- Harry Mizler – waga kogucia mężczyzn
- Freddie Meachem – waga piórkowa mężczyzn
- Fred Mallin – waga średnia mężczyzn
- Joe Goyder – waga półciężka mężczyzn
- Anthony Stuart – waga ciężka mężczyzn
- Thomas Pardoe – waga musza mężczyzn
- Albert Love – waga lekka mężczyzn
- Frank Brooman – waga półśrednia mężczyzn

 Bowls
- Robert Colquhoun – single mężczyzn
- Tommy Hills, George Wright – dwójki mężczyzn
- Ernie Gudgeon, James Edney, Jack Frith, Albert Hough – czwórki mężczyzn

 Lekkoatletyka
- Stanley Engelhart – bieg na 220 jardów mężczyzn
- Thomas Hampson – bieg na 880 jardów mężczyzn
- Reg Thomas – bieg na 1 milę mężczyzn
- Stan Tomlin – bieg na 3 mile mężczyzn
- George Bailey – bieg na 2 mile z przeszkodami mężczyzn
- David Burghley – bieg na 120 jardów przez płotki mężczyzn
- David Burghley – bieg na 440 jardów przez płotki mężczyzn
- Malcolm Nokes – rzut młotem mężczyzn
- David Burghley, Stuart Townend, Kenneth Brangwin, Roger Leigh-Wood – sztafeta 4 × 440 jardów mężczyzn
- Ernest Page – bieg na 100 jardów mężczyzn
- Reg Thomas – bieg na 880 jardów mężczyzn
- Ernest Harper – bieg na 6 mil mężczyzn
- Samuel Ferris – bieg maratoński mężczyzn
- Roger Leigh-Wood – bieg na 440 jardów przez płotki mężczyzn
- Howard Ford – skok o tyczce mężczyzn
- Reginald Revans – skok w dal mężczyzn
- Reginald Revans – trójskok mężczyzn
- Robert Howland – pchnięcie kulą mężczyzn
- James Cohen, John Heap, John Hanlon, Stanley Engelhart – sztafeta 4 × 110 jardów mężczyzn
- Jerry Cornes – bieg na 1 milę mężczyzn
- Jack Winfield – bieg na 3 mile mężczyzn
- Thomas Evenson – bieg na 6 mil mężczyzn
- Vernon Morgan – bieg na 2 mile z przeszkodami mężczyzn
- Fred Gaby – bieg na 120 jardów przez płotki mężczyzn
- Douglas Neame – bieg na 440 jardów przez płotki mężczyzn

 Pływanie
- Joyce Cooper – 100 jardów stylem dowolnym kobiet
- Joyce Cooper – 400 jardów stylem dowolnym kobiet
- Joyce Cooper – 100 jardów styl;em grzbietowym kobiet
- Celia Wolstenholme – 200 jardów stylem klasycznym
- Joyce Cooper, Doreen Cooper, Olive Joynes, Phyllis Harding – sztafeta 4 × 100 jardów stylem dowolnym kobiet
- James Trippett – 100 jardów stylem grzbietowym mężczyzn
- Margery Hinton – 200 jardów stylem klasycznym kobiet
- Norman Brooks – 100 jardów stylem dowolnym mężczyzn
- Stanley Bell – 200 jardów stylem klasycznym mężczyzn
- Freddie Milton, Norman Brooks, Arthur Watts, Joseph Whiteside – sztafeta 4 × 200 jardów stylem dowolnym mężczyzn
- Phyllis Harding – 100 jardów stylem grzbietowym kobiet
- John Besford – 100 jardów stylem grzbietowym mężczyzn
- Reggie Flint – 200 jardów stylem klasycznym

 Skoki do wody
- Terry Scott – wieża 10 metrów mężczyzn

 Wioślarstwo
- F.M.L Fitzwilliams, A.J. Halby, Hugh Edwards, Humphrey Boardman – czwórki bez sternika mężczyzn
- A.J. Halby, D.E.L. Howitt, F.M.L Fitzwilliams, Humphrey Boardman, Hugh Edwards, J. A. Brown, J. H. Crawford, R. Close-Brooke, Terence O’Brien – ósemki mężczyzn
- Jack Beresford – jedynki mężczyzn
- Fred Bradley – jedynki mężczyzn

 Zapasy
- Joe Reid – waga kogucia mężczyzn
- Harold Angus – waga lekka mężczyzn
- Harry Johnson – waga półśrednia mężczyzn
- Stan Bissell – waga średnia mężczyzn
- Edgar Bacon – waga półciężka mężczyzn
- Albert Sangwine – waga ciężka mężczyzn